# Radio Plus
Radio Plus je lokalna privatna radijska postaja čije je sjedište u Posušju. Emitira na hrvatskom jeziku na 90,3 MHz.

## Povijest
Osnovana je 2007. godine. 
Program emitira i na internetu.

## Vanjske poveznice
- Službene stranice  Arhivirana inačica izvorne stranice od 4. listopada 2017. (Wayback Machine)
- Facebook